# Deux pièces pour clavecin
Pour les articles homonymes, voir Deux pièces.
Deux pièces pour clavecin est un diptyque pour clavecin de Maurice Ohana. Constitué de Wamba, composé en 1982, et Conga, composé en 1983, il a été créé par sa dédicataire Élisabeth Chojnacka en 1984 à Paris.

## Présentation

### Composition et création
Avant les Deux pièces, les dernières pages d'Ohana consacrées au clavecin étaient Carillons pour les heures du jour et de la nuit (1960) et les Chiffres pour clavecin et vingt-trois instruments (1967-1968).
La première pièce du diptyque, Wamba, est une réécriture d'une pièce du même nom composée en 1980 pour le carillon de l'Église Saint-Germain-l'Auxerrois de Paris, à la demande du carillonneur et compositeur Renaud Gagneux. Wamba pour clavecin est composé en 1982 et créé le 1er mars 1982 au studio 105 de Radio France par sa dédicataire, la claveciniste Élisabeth Chojnacka,.
La deuxième pièce du diptyque, Conga, est composée en 1983. L'ensemble des Deux pièces pour clavecin est créé par Élisabeth Chojnacka au studio 105 de Radio France le 4 janvier 1984,.

### Structure
Les Deux pièces consistent en, :
1. Wamba : hommage aux cloches en général et aux bourdons des églises de Castille, en particulier, ainsi qu'une référence au roi Wisigoth Wamba couronné à Tolède au VIIe siècle, la pièce est presque entièrement non-mesurée, comporte des passages asynchrones et « déploie l'éclat et le rayonnement de ses somptueuses harmonies à l'allure solennelle de son balancement rythmique évoquant le faste d'une cérémonie de couronnement[2] » ;
2. Conga : danse extatique sur un rythme afro-cubain, référence au rite congo, la pièce repose sur la formule 3+3+2, alternant avec des passages non-mesurés. Dans l’œuvre, « les sonorités évoquent bongos et m'tumbas et l'extase rituelle s'élève jusqu'à la violence culminant en « clameur » (indication du compositeur) d'accords dissonants de huit sons sauvagement martelés[2] ».

Les Deux pièces pour clavecin, d'une durée moyenne d'exécution de onze minutes environ pour l'ensemble, portent dans le catalogue du compositeur le numéro 91.